# Norwegia na Zimowych Igrzyskach Olimpijskich 2022
Norwegia na Zimowych Igrzyskach Olimpijskich 2022 – występ kadry sportowców reprezentujących Norwegię na igrzyskach olimpijskich, które odbyły się w Pekinie w Chinach, w dniach 4-20 lutego 2022 roku.
Reprezentacja Norwegii liczyła 84 zawodników (30 kobiet i 54 mężczyzn), którzy wystąpili w 9 dyscyplinach. Był to 24. udział tego kraju w zimowych igrzyskach.
Norwegowie wygrali klasyfikację medalową tych igrzysk z dorobkiem 37 medali – 16 złotych, 8 srebrnych i 13 brązowych.

## Zdobyte medale
| Medal  | Zawodnik | Dyscyplina            | Konkurencja                   | Rezultat                                      | Data      |
| ------ | --- | --------------------- | ----------------------------- | --------------------------------------------- | --------- |
| Złoto  | Marte Olsbu Røiseland Tiril Eckhoff Tarjei Bø Johannes Thingnes Bø                                                       | biathlon              | sztafeta mieszana             | 1:06:45,6                                     | 5 lutego  |
| Złoto  | Therese Johaug | biegi narciarskie     | bieg łączony (kobiety)        | 44:13,7                                       | 5 lutego  |
| Złoto  | Johannes Høsflot Klæbo                                                                                                   | biegi narciarskie     | sprint (mężczyźni)            | 2:58,06                                       | 6 lutego  |
| Złoto  | Birk Ruud | narciarstwo dowolne   | big air (mężczyźni)           | 187,75                                        | 9 lutego  |
| Złoto  | Therese Johaug | biegi narciarskie     | bieg indywidualny (kobiety)   | 28:06,3                                       | 10 lutego |
| Złoto  | Marte Olsbu Røiseland | biathlon              | sprint (kobiety)              | 20:44,3                                       | 11 lutego |
| Złoto  | Johannes Thingnes Bø | biathlon              | sprint (mężczyźni)            | 24:00,4                                       | 12 lutego |
| Złoto  | Marius Lindvik | skoki narciarskie     | skocznia duża                 | 296,1                                         | 12 lutego |
| Złoto  | Marte Olsbu Røiseland | biathlon              | bieg pościgowy (kobiety)      | 34:46,9                                       | 13 lutego |
| Złoto  | Johannes Thingnes Bø Tarjei Bø Sturla Lægreid Vetle Sjåstad Christiansen                                                 | biathlon              | sztafeta (mężczyźni)          | 1:19:50,2                                     | 15 lutego |
| Złoto  | Jørgen Graabak | kombinacja norweska   | skocznia duża/10 km           | 27:13,3                                       | 15 lutego |
| Złoto  | Hallgeir Engebråten Peder Kongshaug Sverre Lunde Pedersen                                                                | łyżwiarstwo szybkie   | bieg drużynowy (mężczyźni)    | 3:40,46 (w finale pokonali reprezentację ROC) | 15 lutego |
| Złoto  | Erik Valnes Johannes Høsflot Klæbo                                                                                       | biegi narciarskie     | sprint drużynowy (mężczyźni)  | 19:22,99                                      | 16 lutego |
| Złoto  | Espen Andersen Espen Bjørnstad Jørgen Graabak Jens Lurås Oftebro                                                         | kombinacja norweska   | drużynowo                     | 50:45,1                                       | 17 lutego |
| Złoto  | Johannes Thingnes Bø | biathlon              | bieg masowy (mężczyźni)       | 38:14,4                                       | 18 lutego |
| Złoto  | Therese Johaug | biegi narciarskie     | bieg masowy (kobiety)         | 1:24:54,0                                     | 20 lutego |
| Srebro | Kristin Skaslien Magnus Nedregotten                                                                                      | curling               | pary mieszane                 | 5-8 (przegrana z reprezentacją Włoch)         | 8 lutego  |
| Srebro | Jørgen Graabak | kombinacja norweska   | skocznia normalna/10 km       | 25:08,5                                       | 9 lutego  |
| Srebro | Aleksander Aamodt Kilde                                                                                                  | narciarstwo alpejskie | superkombinacja (mężczyźni)   | 2:32,02                                       | 10 lutego |
| Srebro | Tarjei Bø | biathlon              | bieg pościgowy (mężczyźni)    | 39:36,1                                       | 13 lutego |
| Srebro | Emil Iversen Pål Golberg Hans Christer Holund Johannes Høsflot Klæbo                                                     | biegi narciarskie     | sztafeta (mężczyźni)          | 1:55:57,9                                     | 13 lutego |
| Srebro | Jens Lurås Oftebro | kombinacja norweska   | skocznia duża/10 km           | 27:13,7                                       | 15 lutego |
| Srebro | Mons Røisland | snowboarding          | big air (mężczyźni)           | 171,75                                        | 15 lutego |
| Srebro | Tiril Eckhoff | biathlon              | bieg masowy (kobiety)         | 40:33,3                                       | 18 lutego |
| Brąz   | Hallgeir Engebråten | łyżwiarstwo szybkie   | 5000 m (mężczyźni)            | 6:09,88                                       | 6 lutego  |
| Brąz   | Marte Olsbu Røiseland | biathlon              | bieg indywidualny (kobiety)   | 44:28,0                                       | 7 lutego  |
| Brąz   | Johannes Thingnes Bø | biathlon              | bieg indywidualny (mężczyźni) | 49:18,5                                       | 8 lutego  |
| Brąz   | Aleksander Aamodt Kilde                                                                                                  | narciarstwo alpejskie | supergigant (mężczyźni)       | 1:20,36                                       | 8 lutego  |
| Brąz   | Johannes Høsflot Klæbo                                                                                                   | biegi narciarskie     | bieg indywidualny (mężczyźni) | 38:32,3                                       | 11 lutego |
| Brąz   | Tarjei Bø | biathlon              | sprint (mężczyźni)            | 24:39,3                                       | 12 lutego |
| Brąz   | Tiril Eckhoff | biathlon              | bieg pościgowy (kobiety)      | 36:35,6                                       | 13 lutego |
| Brąz   | Sebastian Foss Solevåg                                                                                                   | narciarstwo alpejskie | slalom (mężczyźni)            | 1:44,79                                       | 16 lutego |
| Brąz   | Vetle Sjåstad Christiansen                                                                                               | biathlon              | bieg masowy (mężczyźni)       | 39:26,9                                       | 18 lutego |
| Brąz   | Marte Olsbu Røiseland | biathlon              | bieg masowy (kobiety)         | 40:52,9                                       | 18 lutego |
| Brąz   | Håvard Holmefjord Lorentzen                                                                                              | łyżwiarstwo szybkie   | 1000 m (mężczyźni)            | 1:08,48                                       | 18 lutego |
| Brąz   | Simen Hegstad Krüger | biegi narciarskie     | bieg masowy (mężczyźni)       | 1:11:39,7                                     | 19 lutego |
| Brąz   | Mina Fürst Holtmann Thea Louise Stjernesund Maria Therese Tviberg Timon Haugan Fabian Wilkens Solheim Rasmus Windingstad | narciarstwo alpejskie | zawody drużynowe              | 2-2 (pokonała reprezentację USA)              | 20 lutego |

## Wyniki

### Biathlon
Mężczyźni
| Konkurencja       | Zawodnik                                                                 | Czas      | Kary | Pozycja | Źródło |
| ----------------- | ------------------------------------------------------------------------ | --------- | ---- | ------- | ------ |
| sprint            | Johannes Thingnes Bø                                                     | 24:00,4   | 1    | złoto   | [ 3 ]  |
| sprint            | Tarjei Bø                                                                | 24:39,3   | 1    | brąz    | [ 3 ]  |
| sprint            | Sturla Lægreid                                                           | 25:02,7   | 2    | 7.      | [ 3 ]  |
| sprint            | Vetle Sjåstad Christiansen                                               | 25:38,4   | 3    | 20.     | [ 3 ]  |
| bieg pościgowy    | Johannes Thingnes Bø                                                     | 39:58,6   | 7    | 5.      | [ 4 ]  |
| bieg pościgowy    | Tarjei Bø                                                                | 39:36,1   | 1    | srebro  | [ 4 ]  |
| bieg pościgowy    | Sturla Lægreid                                                           | 43:40,5   | 10   | 24.     | [ 4 ]  |
| bieg pościgowy    | Vetle Sjåstad Christiansen                                               | 42:53,3   | 3    | 15.     | [ 4 ]  |
| bieg indywidualny | Johannes Thingnes Bø                                                     | 49:18,5   | 2    | brąz    | [ 5 ]  |
| bieg indywidualny | Tarjei Bø                                                                | 50:17,0   | 1    | 8.      | [ 5 ]  |
| bieg indywidualny | Sturla Lægreid                                                           | 51:28,1   | 3    | 15.     | [ 5 ]  |
| bieg indywidualny | Vetle Sjåstad Christiansen                                               | 51:21,3   | 3    | 13.     | [ 5 ]  |
| bieg masowy       | Johannes Thingnes Bø                                                     | 38:14,4   | 4    | złoto   | [ 6 ]  |
| bieg masowy       | Tarjei Bø                                                                | 41:01,8   | 4    | 12.     | [ 6 ]  |
| bieg masowy       | Sturla Lægreid                                                           | 40:00,5   | 5    | 6.      | [ 6 ]  |
| bieg masowy       | Vetle Sjåstad Christiansen                                               | 39:26,9   | 3    | brąz    | [ 6 ]  |
| sztafeta          | Johannes Thingnes Bø Tarjei Bø Sturla Lægreid Vetle Sjåstad Christiansen | 1:19:50,2 | 8    | złoto   | [ 7 ]  |

Kobiety
| Konkurencja       | Zawodniczka                                                             | Czas      | Kary | Pozycja | Źródło |
| ----------------- | ----------------------------------------------------------------------- | --------- | ---- | ------- | ------ |
| sprint            | Tiril Eckhoff                                                           | 22:00,4   | 2    | 11.     | [ 8 ]  |
| sprint            | Ida Lien                                                                | 23:10,3   | 4    | 38.     | [ 8 ]  |
| sprint            | Marte Olsbu Røiseland                                                   | 20:44,3   | 0    | złoto   | [ 8 ]  |
| sprint            | Ingrid Landmark Tandrevold                                              | 21:44,5   | 0    | 5.      | [ 8 ]  |
| bieg pościgowy    | Tiril Eckhoff                                                           | 36:35,6   | 3    | brąz    | [ 9 ]  |
| bieg pościgowy    | Ida Lien                                                                | 39:22,1   | 4    | 33.     | [ 9 ]  |
| bieg pościgowy    | Marte Olsbu Røiseland                                                   | 34:46,9   | 1    | złoto   | [ 9 ]  |
| bieg pościgowy    | Ingrid Landmark Tandrevold                                              | 37:39,9   | 1    | 14.     | [ 9 ]  |
| bieg indywidualny | Tiril Eckhoff                                                           | 47:10,2   | 5    | 22.     | [ 10 ] |
| bieg indywidualny | Emilie Ågheim Kalkenberg                                                | 49:08,8   | 4    | 38.     | [ 10 ] |
| bieg indywidualny | Marte Olsbu Røiseland                                                   | 44:28,0   | 2    | brąz    | [ 10 ] |
| bieg indywidualny | Ingrid Landmark Tandrevold                                              | 45:15,4   | 1    | 8.      | [ 10 ] |
| bieg masowy       | Tiril Eckhoff                                                           | 40:33,3   | 4    | srebro  | [ 11 ] |
| bieg masowy       | Marte Olsbu Røiseland                                                   | 40:52,9   | 4    | brąz    | [ 11 ] |
| sztafeta          | Karoline Offigstad Knotten Tiril Eckhoff Ida Lien Marte Olsbu Røiseland | 1:11:54,6 | 10   | 4.      | [ 12 ] |

Sztafeta mieszana
| Zawodnicy                                                          | Czas      | Kary | Pozycja | Źródło |
| ------------------------------------------------------------------ | --------- | ---- | ------- | ------ |
| Marte Olsbu Røiseland Tiril Eckhoff Tarjei Bø Johannes Thingnes Bø | 1:06:45,6 | 7+9  | złoto   | [ 13 ] |

### Biegi narciarskie
Mężczyźni
| Konkurencja       | Zawodnik                                                             | Eliminacje | Eliminacje | Ćwierćfinał | Ćwierćfinał | Półfinał | Półfinał | Finał     | Finał   | Źródło |
| Konkurencja       | Zawodnik                                                             | Czas       | Pozycja    | Czas        | Pozycja     | Czas     | Pozycja  | Czas      | Pozycja | Źródło |
| ----------------- | -------------------------------------------------------------------- | ---------- | ---------- | ----------- | ----------- | -------- | -------- | --------- | ------- | ------ |
| bieg łączony      | Pål Golberg                                                          | N/A        | N/A        | N/A         | N/A         | N/A      | N/A      | 1:19:02,3 | 5.      | [ 14 ] |
| bieg łączony      | Hans Christer Holund                                                 | N/A        | N/A        | N/A         | N/A         | N/A      | N/A      | 1:18:40,7 | 4.      | [ 14 ] |
| bieg łączony      | Johannes Høsflot Klæbo                                               | N/A        | N/A        | N/A         | N/A         | N/A      | N/A      | 1:25:15,8 | 40.     | [ 14 ] |
| bieg łączony      | Sjur Røthe                                                           | N/A        | N/A        | N/A         | N/A         | N/A      | N/A      | DNF       | DNF     | [ 14 ] |
| sprint            | Pål Golberg                                                          | 2:51,52    | 14.        | 3:14,81     | 5.          | NQ       | NQ       | NQ        | NQ      | [ 15 ] |
| sprint            | Johannes Høsflot Klæbo                                               | 2:46,74    | 3.         | 2:51,57     | 1.          | 2:52,23  | 2.       | 2:58,06   | złoto   | [ 15 ] |
| sprint            | Håvard Solås Taugbøl                                                 | 2:49,93    | 7.         | 2:57,93     | 2.          | 2:52,46  | 5.       | NQ        | NQ      | [ 15 ] |
| sprint            | Erik Valnes                                                          | 2:51,56    | 15.        | 2:49,31     | 1.          | 3:13,28  | 6.       | NQ        | NQ      | [ 15 ] |
| bieg indywidualny | Pål Golberg                                                          | N/A        | N/A        | N/A         | N/A         | N/A      | N/A      | 39:47,4   | 11.     | [ 16 ] |
| bieg indywidualny | Hans Christer Holund                                                 | N/A        | N/A        | N/A         | N/A         | N/A      | N/A      | 38:44,6   | 4.      | [ 16 ] |
| bieg indywidualny | Johannes Høsflot Klæbo                                               | N/A        | N/A        | N/A         | N/A         | N/A      | N/A      | 38:32,3   | brąz    | [ 16 ] |
| bieg indywidualny | Erik Valnes                                                          | N/A        | N/A        | N/A         | N/A         | N/A      | N/A      | 40:06,8   | 15.     | [ 16 ] |
| sztafeta          | Emil Iversen Pål Golberg Hans Christer Holund Johannes Høsflot Klæbo | N/A        | N/A        | N/A         | N/A         | N/A      | N/A      | 1:55:57,9 | srebro  | [ 17 ] |
| sprint drużynowy  | Erik Valnes Johannes Høsflot Klæbo                                   | N/A        | N/A        | N/A         | N/A         | 20:17,28 | 1.       | 19:22,99  | złoto   | [ 18 ] |
| bieg masowy       | Hans Christer Holund                                                 | N/A        | N/A        | N/A         | N/A         | N/A      | N/A      | 1:13:30,2 | 13.     | [ 19 ] |
| bieg masowy       | Johannes Høsflot Klæbo                                               | N/A        | N/A        | N/A         | N/A         | N/A      | N/A      | DNF       | DNF     | [ 19 ] |
| bieg masowy       | Simen Hegstad Krüger                                                 | N/A        | N/A        | N/A         | N/A         | N/A      | N/A      | 1:11:39,7 | brąz    | [ 19 ] |
| bieg masowy       | Sjur Røthe                                                           | N/A        | N/A        | N/A         | N/A         | N/A      | N/A      | 1:11:48,5 | 5.      | [ 19 ] |

Kobiety
| Konkurencja       | Zawodniczka                                                           | Eliminacje | Eliminacje | Ćwierćfinał | Ćwierćfinał | Półfinał | Półfinał | Finał     | Finał   | Źródło |
| Konkurencja       | Zawodniczka                                                           | Czas       | Pozycja    | Czas        | Pozycja     | Czas     | Pozycja  | Czas      | Pozycja | Źródło |
| ----------------- | --------------------------------------------------------------------- | ---------- | ---------- | ----------- | ----------- | -------- | -------- | --------- | ------- | ------ |
| bieg łączony      | Helene Marie Fossesholm                                               | N/A        | N/A        | N/A         | N/A         | N/A      | N/A      | 47:49,0   | 18.     | [ 20 ] |
| bieg łączony      | Ragnhild Haga                                                         | N/A        | N/A        | N/A         | N/A         | N/A      | N/A      | 48:52,5   | 29.     | [ 20 ] |
| bieg łączony      | Therese Johaug                                                        | N/A        | N/A        | N/A         | N/A         | N/A      | N/A      | 44:13,7   | złoto   | [ 20 ] |
| sprint            | Maiken Caspersen Falla                                                | 3:20,86    | 16.        | 3:16,88     | 2.          | 3:16,41  | 4.       | NQ        | NQ      | [ 21 ] |
| sprint            | Mathilde Myhrvold                                                     | 3:21,24    | 19.        | 3:24,62     | 5.          | NQ       | NQ       | NQ        | NQ      | [ 21 ] |
| sprint            | Lotta Udnes Weng                                                      | 3:22,26    | 23.        | 3:21,21     | 5.          | NQ       | NQ       | NQ        | NQ      | [ 21 ] |
| sprint            | Tiril Udnes Weng                                                      | 3:18,17    | 7.         | 3:21,31     | 2.          | 3:14,29  | 5.       | NQ        | NQ      | [ 21 ] |
| bieg indywidualny | Therese Johaug                                                        | N/A        | N/A        | N/A         | N/A         | N/A      | N/A      | 28:06,3   | złoto   | [ 22 ] |
| bieg indywidualny | Mathilde Myhrvold                                                     | N/A        | N/A        | N/A         | N/A         | N/A      | N/A      | 31:36,0   | 44.     | [ 22 ] |
| bieg indywidualny | Lotta Udnes Weng                                                      | N/A        | N/A        | N/A         | N/A         | N/A      | N/A      | 30:37,0   | 25.     | [ 22 ] |
| bieg indywidualny | Tiril Udnes Weng                                                      | N/A        | N/A        | N/A         | N/A         | N/A      | N/A      | 30:22,6   | 21.     | [ 22 ] |
| sztafeta          | Tiril Udnes Weng Therese Johaug Helene Marie Fossesholm Ragnhild Haga | N/A        | N/A        | N/A         | N/A         | N/A      | N/A      | 54:09,8   | 5.      | [ 23 ] |
| sprint drużynowy  | Tiril Udnes Weng Maiken Caspersen Falla                               | N/A        | N/A        | N/A         | N/A         | 23:05,06 | 4.       | 23:15,28  | 8.      | [ 24 ] |
| bieg masowy       | Ragnhild Haga                                                         | N/A        | N/A        | N/A         | N/A         | N/A      | N/A      | 1:32:19,9 | 28.     | [ 25 ] |
| bieg masowy       | Therese Johaug                                                        | N/A        | N/A        | N/A         | N/A         | N/A      | N/A      | 1:24:54,0 | złoto   | [ 25 ] |
| bieg masowy       | Lotta Udnes Weng                                                      | N/A        | N/A        | N/A         | N/A         | N/A      | N/A      | 1:31:14,3 | 13.     | [ 25 ] |
| bieg masowy       | Tiril Udnes Weng                                                      | N/A        | N/A        | N/A         | N/A         | N/A      | N/A      | 1:31:15,4 | 14.     | [ 25 ] |

### Curling
| Konkurencja   | Drużyna                                                                         | Faza grupowa       | Faza grupowa               | Faza grupowa            | Faza grupowa              | Faza grupowa       | Faza grupowa     | Faza grupowa                         | Faza grupowa            | Faza grupowa       | Faza grupowa | Półfinały               | Finał/3.miejsce  | Pozycja | Źródło |
| Konkurencja   | Drużyna                                                                         | Przeciwnik Wynik   | Przeciwnik Wynik           | Przeciwnik Wynik        | Przeciwnik Wynik          | Przeciwnik Wynik   | Przeciwnik Wynik | Przeciwnik Wynik                     | Przeciwnik Wynik        | Przeciwnik Wynik   | Pozycja      | Przeciwnik Wynik        | Przeciwnik Wynik | Pozycja | Źródło |
| ------------- | ------------------------------------------------------------------------------- | ------------------ | -------------------------- | ----------------------- | ------------------------- | ------------------ | ---------------- | ------------------------------------ | ----------------------- | ------------------ | ------------ | ----------------------- | ---------------- | ------- | ------ |
| mężczyźni     | Markus Høiberg Magnus Nedregotten Torger Nergård Magnus Vågberg Steffen Walstad | Szwajcaria · W 7-4 | Kanada · P 5-6             | Wielka Brytania · P 3-8 | Stany Zjednoczone · W 7-6 | Szwecja · P 4-6    | Dania · P 5-6    | Rosyjski Komitet Olimpijski · W 12-5 | Chiny · P 6-8           | Włochy · W 9-4     | 6.           | NQ                      | NQ               | NQ      | [ 26 ] |
| pary mieszane | Kristin Skaslien Magnus Nedregotten                                             | Czechy · P 6-7     | Stany Zjednoczone · W 11-6 | Kanada · P 6-7          | Włochy · P 8-11           | Australia · W 10-4 | Chiny · W 9-6    | Szwecja · W 6-2                      | Wielka Brytania · W 6-2 | Szwajcaria · W 6-5 | 2.           | Wielka Brytania · W 6-5 | Włochy · P 5-8   | srebro  | [ 26 ] |

### Kombinacja norweska
| Konkurencja             | Zawodnik                                                         | Skoki narciarskie | Skoki narciarskie       | Skoki narciarskie | Skoki narciarskie | Bieg narciarski                 | Bieg narciarski | Bieg narciarski | Strata  | Pozycja | Źródło |
| Konkurencja             | Zawodnik                                                         | Odległość         | Nota                    | Pozycja           | Strata czasowa    | Czas biegu                      | Pozycja         | Czas łączny     | Strata  | Pozycja | Źródło |
| ----------------------- | ---------------------------------------------------------------- | ----------------- | ----------------------- | ----------------- | ----------------- | ------------------------------- | --------------- | --------------- | ------- | ------- | ------ |
| skocznia normalna/10 km | Espen Andersen                                                   | 96,0              | 109,3                   | 16.               | +1:35             | 25:17,3                         | 20.             | 26:52,3         | +1:44,6 | 11.     | [ 27 ] |
| skocznia normalna/10 km | Espen Bjørnstad                                                  | 99,0              | 110,1                   | 15.               | +1:32             | 26:40,1                         | 32.             | 28:12,1         | +3:04,4 | 27.     | [ 27 ] |
| skocznia normalna/10 km | Jørgen Graabak                                                   | 98,5              | 114,1                   | 9.                | +1:16             | 23:52,5                         | 2.              | 25:08,5         | +0,8    | srebro  | [ 27 ] |
| skocznia normalna/10 km | Jens Lurås Oftebro                                               | 92,5              | 103,8                   | 20.               | +1:57             | 24:53,2                         | 11.             | 26:50,2         | +1:42,5 | 10.     | [ 27 ] |
| skocznia duża/10 km     | Espen Andersen                                                   | 125,0             | 106,9                   | 13.               | +2:12             | 26:45,2                         | 18.             | 28:57,2         | +1:43,9 | 15.     | [ 28 ] |
| skocznia duża/10 km     | Jørgen Graabak                                                   | 126,5             | 108,0                   | 12.               | +2:07             | 25:06,3                         | 1.              | 27:13,3         | –       | złoto   | [ 28 ] |
| skocznia duża/10 km     | Jens Lurås Oftebro                                               | 127,5             | 113,0                   | 10.               | +1:47             | 25:26,7                         | 2.              | 27:13,7         | +0,4    | srebro  | [ 28 ] |
| skocznia duża/10 km     | Jarl Magnus Riiber                                               | 142,0             | 139,8                   | 1.                | –                 | 27:53,1                         | 36.             | 27:53,1         | +39,8   | 8.      | [ 28 ] |
| drużynowo               | Espen Andersen Espen Bjørnstad Jørgen Graabak Jens Lurås Oftebro | 133,5 125,5 131,0 | 119,7 122,4 112,7 114,6 | 2.                | +0:08             | 12:34,2 12:52,3 12:51,1 12:19,5 | 1.              | 50:45,1         | –       | złoto   | [ 29 ] |

### Łyżwiarstwo szybkie
Mężczyźni
| Konkurencja | Zawodnik                    | Półfinał | Półfinał | Półfinał | Finał  | Finał   | Finał   | Źródło |
| Konkurencja | Zawodnik                    | Punkty   | Czas     | Miejsce  | Punkty | Czas    | Miejsce | Źródło |
| ----------- | --------------------------- | -------- | -------- | -------- | ------ | ------- | ------- | ------ |
| 500 m       | Håvard Holmefjord Lorentzen | N/A      | N/A      | N/A      | N/A    | 34,921  | 15.     | [ 30 ] |
| 500 m       | Bjørn Magnussen             | N/A      | N/A      | N/A      | N/A    | 34,96   | 17.     | [ 30 ] |
| 1000 m      | Allan Dahl Johansson        | N/A      | N/A      | N/A      | N/A    | 1:10,34 | 28.     | [ 31 ] |
| 1000 m      | Håvard Holmefjord Lorentzen | N/A      | N/A      | N/A      | N/A    | 1:08,48 | brąz    | [ 31 ] |
| 1000 m      | Bjørn Magnussen             | N/A      | N/A      | N/A      | N/A    | 1:10,14 | 25.     | [ 31 ] |
| 1500 m      | Allan Dahl Johansson        | N/A      | N/A      | N/A      | N/A    | 1:45,81 | 12.     | [ 32 ] |
| 1500 m      | Peder Kongshaug             | N/A      | N/A      | N/A      | N/A    | 1:44,39 | 4.      | [ 32 ] |
| 1500 m      | Kristian Ulekleiv           | N/A      | N/A      | N/A      | N/A    | 1:46,56 | 16.     | [ 32 ] |
| 5000 m      | Hallgeir Engebråten         | N/A      | N/A      | N/A      | N/A    | 6:09,88 | brąz    | [ 33 ] |
| bieg masowy | Peder Kongshaug             | 0        | 6:55,43  | 14.      | NQ     | NQ      | NQ      | [ 34 ] |
| bieg masowy | Kristian Ulekleiv           | 60       | –        | 1.       | 0      | 7:48,52 | 14.     | [ 34 ] |

Kobiety
| Konkurencja | Zawodniczka            | Półfinał | Półfinał | Półfinał | Finał  | Finał   | Finał   | Źródło |
| Konkurencja | Zawodniczka            | Punkty   | Czas     | Miejsce  | Punkty | Czas    | Miejsce | Źródło |
| ----------- | ---------------------- | -------- | -------- | -------- | ------ | ------- | ------- | ------ |
| 500 m       | Martine Ripsrud        | N/A      | N/A      | N/A      | N/A    | 38,95   | 23.     | [ 35 ] |
| 500 m       | Julie Nistad Samsonsen | N/A      | N/A      | N/A      | N/A    | 39,02   | 24.     | [ 35 ] |
| 1000 m      | Ragne Wiklund          | N/A      | N/A      | N/A      | N/A    | 1:16.59 | 18.     | [ 36 ] |
| 1500 m      | Sofie Karoline Haugen  | N/A      | N/A      | N/A      | N/A    | 2:01,57 | 28.     | [ 37 ] |
| 1500 m      | Ragne Wiklund          | N/A      | N/A      | N/A      | N/A    | 1:56,46 | 12.     | [ 37 ] |
| 3000 m      | Ragne Wiklund          | N/A      | N/A      | N/A      | N/A    | 4:01,44 | 5.      | [ 38 ] |
| 5000 m      | Ragne Wiklund          | N/A      | N/A      | N/A      | N/A    | 6:56,34 | 5.      | [ 39 ] |
| bieg masowy | Marit Fjellanger Bøhm  | 0        | 8:42,28  | 13.      | NQ     | NQ      | NQ      | [ 40 ] |
| bieg masowy | Sofie Karoline Haugen  | 0        | 8:33,77  | 12.      | NQ     | NQ      | NQ      | [ 40 ] |

Drużynowo
| Konkurencja | Zawodnicy                                                 | Ćwierćfinał           | Ćwierćfinał | Półfinał     | Półfinał | Finał                           | Finał   | Pozycja | Źródło               |
| Konkurencja | Zawodnicy                                                 | Przeciwnik            | Czas        | Przeciwnik   | Czas     | Przeciwnik                      | Czas    | Pozycja | Źródło               |
| ----------- | --------------------------------------------------------- | --------------------- | ----------- | ------------ | -------- | ------------------------------- | ------- | ------- | -------------------- |
| mężczyźni   | Hallgeir Engebråten Peder Kongshaug Sverre Lunde Pedersen | Stany Zjednoczone · W | 3:37,47     | Holandia · W | 3:38,28  | Rosyjski Komitet Olimpijski · W | 3:40,46 | złoto   | [ 41 ] [ 42 ] [ 43 ] |
| kobiety     | Marit Fjellanger Bøhm Sofie Karoline Haugen Ragne Wiklund | Chiny · P             | 3:01,84     | NQ           | NQ       | Chiny · P                       | 3:02,15 | 6.      | [ 44 ] [ 45 ]        |

### Narciarstwo alpejskie
Mężczyźni
| Konkurencja     | Zawodnik                 | 1 przejazd | 1 przejazd | 2 przejazd | 2 przejazd | Łącznie | Łącznie | Źródło |
| Konkurencja     | Zawodnik                 | Czas       | Pozycja    | Czas       | Pozycja    | Czas    | Pozycja | Źródło |
| --------------- | ------------------------ | ---------- | ---------- | ---------- | ---------- | ------- | ------- | ------ |
| zjazd           | Kjetil Jansrud           | N/A        | N/A        | N/A        | N/A        | DNS     | DNS     | [ 46 ] |
| zjazd           | Aleksander Aamodt Kilde  | N/A        | N/A        | N/A        | N/A        | 1:43,20 | 5.      | [ 46 ] |
| zjazd           | Adrian Smiseth Sejersted | N/A        | N/A        | N/A        | N/A        | 1:43,82 | 11.     | [ 46 ] |
| slalom          | Lucas Braathen           | N/A        | N/A        | N/A        | N/A        | DNF     | DNF     | [ 47 ] |
| slalom          | Sebastian Foss Solevåg   | 53,98      | 3.         | 50,81      | 15.        | 1:44,79 | brąz    | [ 47 ] |
| slalom          | Henrik Kristoffersen     | 53,94      | 2.         | 50,94      | 18.        | 1:44,88 | 4.      | [ 47 ] |
| slalom          | Atle Lie McGrath         | 55,08      | 14.        | 1:02,27    | 41.        | 1:57,35 | 31.     | [ 47 ] |
| slalom gigant   | Lucas Braathen           | 1:04,20    | 12.        | DNF        | DNF        | DNF     | DNF     | [ 48 ] |
| slalom gigant   | Henrik Kristoffersen     | 1:03,05    | 4.         | 1:08,20    | 18.        | 2:11,25 | 8.      | [ 48 ] |
| slalom gigant   | Atle Lie McGrath         | DNF        | DNF        | DNF        | DNF        | DNF     | DNF     | [ 48 ] |
| slalom gigant   | Rasmus Windingstad       | DNF        | DNF        | DNF        | DNF        | DNF     | DNF     | [ 48 ] |
| supergigant     | Kjetil Jansrud           | N/A        | N/A        | N/A        | N/A        | 1:23,00 | 23.     | [ 49 ] |
| supergigant     | Aleksander Aamodt Kilde  | N/A        | N/A        | N/A        | N/A        | 1:20,36 | brąz    | [ 49 ] |
| supergigant     | Adrian Smiseth Sejersted | N/A        | N/A        | N/A        | N/A        | 1:20,68 | 4.      | [ 49 ] |
| supergigant     | Rasmus Windingstad       | N/A        | N/A        | N/A        | N/A        | 1:24,15 | 29.     | [ 49 ] |
| superkombinacja | Aleksander Aamodt Kilde  | 1:43,12    | 1.         | 48,90      | 6.         | 2:32,02 | srebro  | [ 50 ] |

Kobiety
| Konkurencja   | Zawodniczka             | 1 przejazd | 1 przejazd | 2 przejazd | 2 przejazd | Łącznie | Łącznie | Źródło |
| Konkurencja   | Zawodniczka             | Czas       | Pozycja    | Czas       | Pozycja    | Czas    | Pozycja | Źródło |
| ------------- | ----------------------- | ---------- | ---------- | ---------- | ---------- | ------- | ------- | ------ |
| zjazd         | Ragnhild Mowinckel      | N/A        | N/A        | N/A        | N/A        | 1:33,97 | 14.     | [ 51 ] |
| slalom        | Mina Fürst Holtmann     | 54,19      | 18.        | DNF        | DNF        | DNF     | DNF     | [ 52 ] |
| slalom        | Thea Louise Stjernesund | 54,22      | 19.        | 53,26      | 16.        | 1:47,48 | 15.     | [ 52 ] |
| slalom        | Maria Therese Tviberg   | DNF        | DNF        | DNF        | DNF        | DNF     | DNF     | [ 52 ] |
| slalom gigant | Mina Fürst Holtmann     | DNF        | DNF        | DNF        | DNF        | DNF     | DNF     | [ 53 ] |
| slalom gigant | Ragnhild Mowinckel      | 58,58      | 5.         | 58,07      | 6.         | 1:56,65 | 5.      | [ 53 ] |
| slalom gigant | Thea Louise Stjernesund | 59,39      | 15.        | 57,50      | 2.         | 1:56,89 | 6.      | [ 53 ] |
| slalom gigant | Maria Therese Tviberg   | 59,67      | 18.        | 58,40      | 10.        | 1:58,07 | 12.     | [ 53 ] |
| supergigant   | Ragnhild Mowinckel      | N/A        | N/A        | N/A        | N/A        | 1:14,09 | 6.      | [ 54 ] |

Drużynowo
| Zawodnicy | 1/8 finału       | Ćwierćfinał      | Półfinał         | Finał                     | Pozycja | Źródło        |
| Zawodnicy | Przeciwnik Wynik | Przeciwnik Wynik | Przeciwnik Wynik | Przeciwnik Wynik          | Pozycja | Źródło        |
| --- | ---------------- | ---------------- | ---------------- | ------------------------- | ------- | ------------- |
| Mina Fürst Holtmann Thea Louise Stjernesund Maria Therese Tviberg Timon Haugan Fabian Wilkens Solheim Rasmus Windingstad | Polska · W 2-2   | Francja · W 2-2  | Austria · P 2-2  | Stany Zjednoczone · W 2-2 | brąz    | [ 55 ] [ 56 ] |

### Narciarstwo dowolne
Big Air
| Konkurencja      | Zawodnicy          | Kwalifikacje | Kwalifikacje | Kwalifikacje | Kwalifikacje | Kwalifikacje | Finał   | Finał   | Finał   | Finał  | Finał   | Źródło        |
| Konkurencja      | Zawodnicy          | Zjazd 1      | Zjazd 2      | Zjazd 3      | Wynik        | Miejsce      | Zjazd 1 | Zjazd 2 | Zjazd 3 | Wynik  | Miejsce | Źródło        |
| ---------------- | ------------------ | ------------ | ------------ | ------------ | ------------ | ------------ | ------- | ------- | ------- | ------ | ------- | ------------- |
| big air mężczyzn | Ferdinand Dahl     | 12,00        | 72,50        | 77,50        | 150,00       | 19.          | NQ      | NQ      | NQ      | NQ     | NQ      | [ 57 ] [ 58 ] |
| big air mężczyzn | Tormod Frostad     | 90,00        | 81,25        | 42,00        | 171,25       | 7.           | 25,50   | 14,00   | 33,00   | 58,50  | 12.     | [ 57 ] [ 58 ] |
| big air mężczyzn | Christian Nummedal | 92,25        | 77,25        | 79,25        | 171,50       | 6.           | 26,00   | 93,00   | 17,50   | 110,50 | 10.     | [ 57 ] [ 58 ] |
| big air mężczyzn | Birk Ruud          | 94,50        | 50,50        | 93,25        | 187,75       | 1.           | 95,75   | 92,00   | 69,00   | 187,75 | złoto   | [ 57 ] [ 58 ] |
| big air kobiet   | Sandra Eie         | 77,50        | 76,25        | 84,50        | 162,00       | 4.           | 17,00   | 19,00   | 64,50   | 64,50  | 12.     | [ 59 ] [ 60 ] |
| big air kobiet   | Johanne Killi      | 87,50        | 60,75        | 58,25        | 148,25       | 10.          | 87,75   | 58,50   | 65,50   | 153,25 | 7.      | [ 59 ] [ 60 ] |

Slopestyle, Halfpipe
| Konkurencja         | Zawodnicy          | Kwalifikacje | Kwalifikacje | Kwalifikacje | Kwalifikacje | Finał   | Finał   | Finał   | Finał     | Finał   | Źródło        |
| Konkurencja         | Zawodnicy          | Ślizg 1      | Ślizg 2      | Najlepszy    | Miejsce      | Ślizg 1 | Ślizg 2 | Ślizg 3 | Najlepszy | Miejsce | Źródło        |
| ------------------- | ------------------ | ------------ | ------------ | ------------ | ------------ | ------- | ------- | ------- | --------- | ------- | ------------- |
| slopestyle mężczyzn | Ferdinand Dahl     | 35,41        | 67,61        | 67,61        | 16.          | NQ      | NQ      | NQ      | NQ        | NQ      | [ 61 ] [ 62 ] |
| slopestyle mężczyzn | Tormod Frostad     | 22,11        | 38,05        | 38,05        | 24.          | NQ      | NQ      | NQ      | NQ        | NQ      | [ 61 ] [ 62 ] |
| slopestyle mężczyzn | Christian Nummedal | 41,48        | 16,03        | 41,48        | 22.          | NQ      | NQ      | NQ      | NQ        | NQ      | [ 61 ] [ 62 ] |
| slopestyle mężczyzn | Birk Ruud          | 83,96        | 40,95        | 83,96        | 2.           | 26,98   | 47,93   | 79,33   | 79,33     | 5.      | [ 61 ] [ 62 ] |
| slopestyle kobiet   | Sandra Eie         | 49,08        | 31,31        | 49,08        | 19.          | NQ      | NQ      | NQ      | NQ        | NQ      | [ 63 ] [ 64 ] |
| slopestyle kobiet   | Johanne Killi      | 81,48        | 86,00        | 86,00        | 2.           | 24,86   | 73,11   | 71,78   | 73,11     | 6.      | [ 63 ] [ 64 ] |

### Skoki narciarskie
Mężczyźni
| Konkurencja       | Zawodnik                                                                 | Kwalifikacje | Kwalifikacje | Kwalifikacje | Skok 1                  | Skok 1                  | Skok 2                  | Skok 2                  | Nota  | Pozycja | Źródło        |
| Konkurencja       | Zawodnik                                                                 | Odległość    | Nota         | Miejsce      | Odległość               | Nota                    | Odległość               | Nota                    | Nota  | Pozycja | Źródło        |
| ----------------- | ------------------------------------------------------------------------ | ------------ | ------------ | ------------ | ----------------------- | ----------------------- | ----------------------- | ----------------------- | ----- | ------- | ------------- |
| skocznia normalna | Halvor Egner Granerud                                                    | 90,0         | 87,4         | 28.          | 97,5                    | 127,4                   | DSQ                     | DSQ                     | 127,4 | 30.     | [ 65 ] [ 66 ] |
| skocznia normalna | Robert Johansson                                                         | 103,0        | 116,6        | 2.           | 97,0                    | 128,8                   | 96,0                    | 119,5                   | 248,3 | 20.     | [ 65 ] [ 66 ] |
| skocznia normalna | Marius Lindvik                                                           | 100,5        | 116,7        | 1.           | 96,5                    | 128,4                   | 102,5                   | 132,3                   | 260,7 | 7.      | [ 65 ] [ 66 ] |
| skocznia duża     | Halvor Egner Granerud                                                    | 133,5        | 131,6        | 2.           | 135,0                   | 132,4                   | 135,5                   | 139,0                   | 271,4 | 8.      | [ 67 ] [ 68 ] |
| skocznia duża     | Robert Johansson                                                         | 127,5        | 115,9        | 17.          | 128,5                   | 119,3                   | NQ                      | NQ                      | 119,3 | 32.     | [ 67 ] [ 68 ] |
| skocznia duża     | Marius Lindvik                                                           | 135,0        | 136,4        | 1.           | 140,5                   | 144,8                   | 140,0                   | 151,3                   | 296,1 | złoto   | [ 67 ] [ 68 ] |
| skocznia duża     | Daniel-André Tande                                                       | 120,5        | 105,1        | 28.          | 128,0                   | 120,2                   | NQ                      | NQ                      | 120,2 | 31.     | [ 67 ] [ 68 ] |
| konkurs drużynowy | Halvor Egner Granerud Robert Johansson Marius Lindvik Daniel-André Tande | N/A          | N/A          | N/A          | 138,0 125,5 121,0 130,5 | 128,3 109,7 100,3 118,2 | 118,5 136,5 126,5 124,0 | 108,5 127,8 115,6 113,7 | 922,1 | 4.      | [ 69 ]        |

Kobiety
| Konkurencja       | Zawodniczka          | Skok 1    | Skok 1 | Skok 2    | Skok 2 | Nota  | Pozycja | Źródło |
| Konkurencja       | Zawodniczka          | Odległość | Nota   | Odległość | Nota   | Nota  | Pozycja | Źródło |
| ----------------- | -------------------- | --------- | ------ | --------- | ------ | ----- | ------- | ------ |
| skocznia normalna | Thea Minyan Bjørseth | 99,5      | 104,1  | 73,0      | 59,9   | 164,0 | 21.     | [ 70 ] |
| skocznia normalna | Silje Opseth         | 92,5      | 94,7   | 95,0      | 105,8  | 200,5 | 6.      | [ 70 ] |
| skocznia normalna | Anna Odine Strøm     | 91,5      | 91,5   | 84,0      | 84,0   | 176,0 | 15.     | [ 70 ] |

Mikst
| Zawodnicy                                                     | Skok 1               | Skok 1                  | Skok 2    | Skok 2          | Nota  | Pozycja | Źródło |
| Zawodnicy                                                     | Odległość            | Nota                    | Odległość | Nota            | Nota  | Pozycja | Źródło |
| ------------------------------------------------------------- | -------------------- | ----------------------- | --------- | --------------- | ----- | ------- | ------ |
| Robert Johansson Marius Lindvik Silje Opseth Anna Odine Strøm | 99,5 102,5 91,0 92,0 | 123,2 128,3 101,4 104,5 | 100,5 DSQ | 124,9 125,6 DSQ | 707,9 | 8.      | [ 71 ] |

### Snowboarding
Big Air
| Konkurencja | Zawodnicy        | Kwalifikacje | Kwalifikacje | Kwalifikacje | Kwalifikacje | Kwalifikacje | Finał   | Finał   | Finał   | Finał  | Finał   | Źródło        |
| Konkurencja | Zawodnicy        | Zjazd 1      | Zjazd 2      | Zjazd 3      | Wynik        | Miejsce      | Zjazd 1 | Zjazd 2 | Zjazd 3 | Wynik  | Miejsce | Źródło        |
| ----------- | ---------------- | ------------ | ------------ | ------------ | ------------ | ------------ | ------- | ------- | ------- | ------ | ------- | ------------- |
| mężczyźni   | Marcus Kleveland | 87,75        | 63,75        | 61,25        | 151,50       | 6.           | 87,75   | 62,25   | 39,00   | 150,00 | 8.      | [ 72 ] [ 73 ] |
| mężczyźni   | Mons Røisland    | 31,25        | 80,00        | 66,50        | 146,50       | 9.           | 89,25   | 75,75   | 82,50   | 171,75 | srebro  | [ 72 ] [ 73 ] |
| mężczyźni   | Ståle Sandbech   | 69,50        | 15,50        | 66,50        | 136,00       | 16.          | NQ      | NQ      | NQ      | NQ     | NQ      | [ 72 ] [ 73 ] |
| kobiety     | Hanne Eilertsen  | 39,75        | 17,50        | 12,75        | 57,25        | 27.          | NQ      | NQ      | NQ      | NQ     | NQ      | [ 74 ]        |

Halfpipe, slopestyle
| Konkurencja         | Zawodnicy        | Kwalifikacje | Kwalifikacje | Kwalifikacje | Kwalifikacje | Finał   | Finał   | Finał   | Finał | Finał   | Źródło        |
| Konkurencja         | Zawodnicy        | Zjazd 1      | Zjazd 2      | Wynik        | Miejsce      | Zjazd 1 | Zjazd 2 | Zjazd 3 | Wynik | Pozycja | Źródło        |
| ------------------- | ---------------- | ------------ | ------------ | ------------ | ------------ | ------- | ------- | ------- | ----- | ------- | ------------- |
| slopestyle mężczyzn | Marcus Kleveland | 37,28        | 64,86        | 64,86        | 14.          | NQ      | NQ      | NQ      | NQ    | NQ      | [ 75 ] [ 76 ] |
| slopestyle mężczyzn | Mons Røisland    | 70,96        | 41,41        | 70,96        | 9.           | 29,01   | 63,33   | 52,53   | 63,33 | 7.      | [ 75 ] [ 76 ] |
| slopestyle mężczyzn | Ståle Sandbech   | 70,11        | 78,61        | 78,61        | 4.           | 29,05   | 27,43   | 39,66   | 39,66 | 11.     | [ 75 ] [ 76 ] |
| slopestyle kobiet   | Hanne Eilertsen  | 48,35        | 35,30        | 48,35        | 16.          | NQ      | NQ      | NQ      | NQ    | NQ      | [ 77 ]        |